# Schilbe
Schilbe ist eine in Afrika vorkommende Fischgattung aus der Familie der Afrikanischen Glaswelse (Schilbeidae). Schilbe-Arten kommen im tropischen West- und Zentralafrika südlich der Sahara und im Nil vor.

## Merkmale
Sie besitzen einen stromlinienförmigen, schuppenlosen Körper, der seitlich stark abgeflacht ist, und erreichen Körperlängen von 9 bis 60 cm. Die weit vorn sitzende Rückenflosse ist kurz, aber hoch und läuft in den meisten Fällen spitz zu. Sie wird von 5 bis 6 geteilten Flossenstrahlen gestützt. Eine Fettflosse kann vorhanden sein oder fehlen. Die Afterflosse ist sehr lang und reicht fast bis zur tief gegabelten Schwanzflosse. Rücken- und Brustflossen haben je einen starken, verknöcherten Stachel. Der Brustflossenstachel ist stärker und an der Innenseite schwach gesägt (P 1/5). Um das Maul liegen vier Paare relativ kurzer Barteln. Die inneren Unterkieferbarteln können auch fehlen oder rudimentär sein. Die Prämaxillare ist bezahnt. Die Gaumenzähne bilden ein schmales, ununterbrochenes Band.

## Arten
Fishbase listet 21 Arten.
- Schilbe angolensis (De Vos, 1984)
- Schilbe banguelensis (Boulenger, 1911)
- Schilbe bocagii (Guimarães, 1884)
- Schilbe brevianalis (Pellegrin, 1929)
- Schilbe congensis (Leach, 1818)
- Schilbe djeremi (Thys van den Audenaerde & De Vos, 1982)
- Schilbe durinii (Gianferrari, 1932)
- Schilbe grenfelli (Boulenger, 1900)
- Schilbe intermedius Rüppell, 1832
- Schilbe laticeps (Boulenger, 1899)
- Schilbe mandibularis (Günther, 1867)
- Schilbe marmoratus Boulenger, 1911
- Schilbe micropogon (Trewavas, 1943)
- Schilbe moebiusii (Pfeffer, 1896)
- Schilbe multitaeniatus (Pellegrin, 1913)
- Schilbe mystus (Linnaeus, 1758)
- Schilbe nyongensis (De Vos, 1981)
- Schilbe tumbanus (Pellegrin, 1926)
- Schilbe uranoscopus Rüppell, 1832
- Schilbe yangambianus (Poll, 1954)
- Schilbe zairensis De Vos, 1995